# Myotis welwitschii
Espèce
Statut de conservation UICN

 LC  : Préoccupation mineure
Myotis welwitschii est une espèce de mammifères chiroptères (chauves-souris) de la famille des Vespertilionidae.

## Description
M. welwitschii est assez grande en comparaison des autres espèces du genre (longueur totale de 12 cm environ pour 12 à 17 g), a le corps brun châtain, la zone ventrale blanc cassé, tandis que les membranes des ailes sont rougeâtres avec des taches irrégulières brun foncé à noires. Ces chauves-souris sont insectivores et ne chassent pas à haute altitude. 

## Répartition et habitat
M. welwitschii est présente, mais rare, dans le bloc Sierra Leone - Côte d’Ivoire - Guinée - Libéria, mais reste surtout répandue en Afrique de l’Est, et jusqu’au Sud.

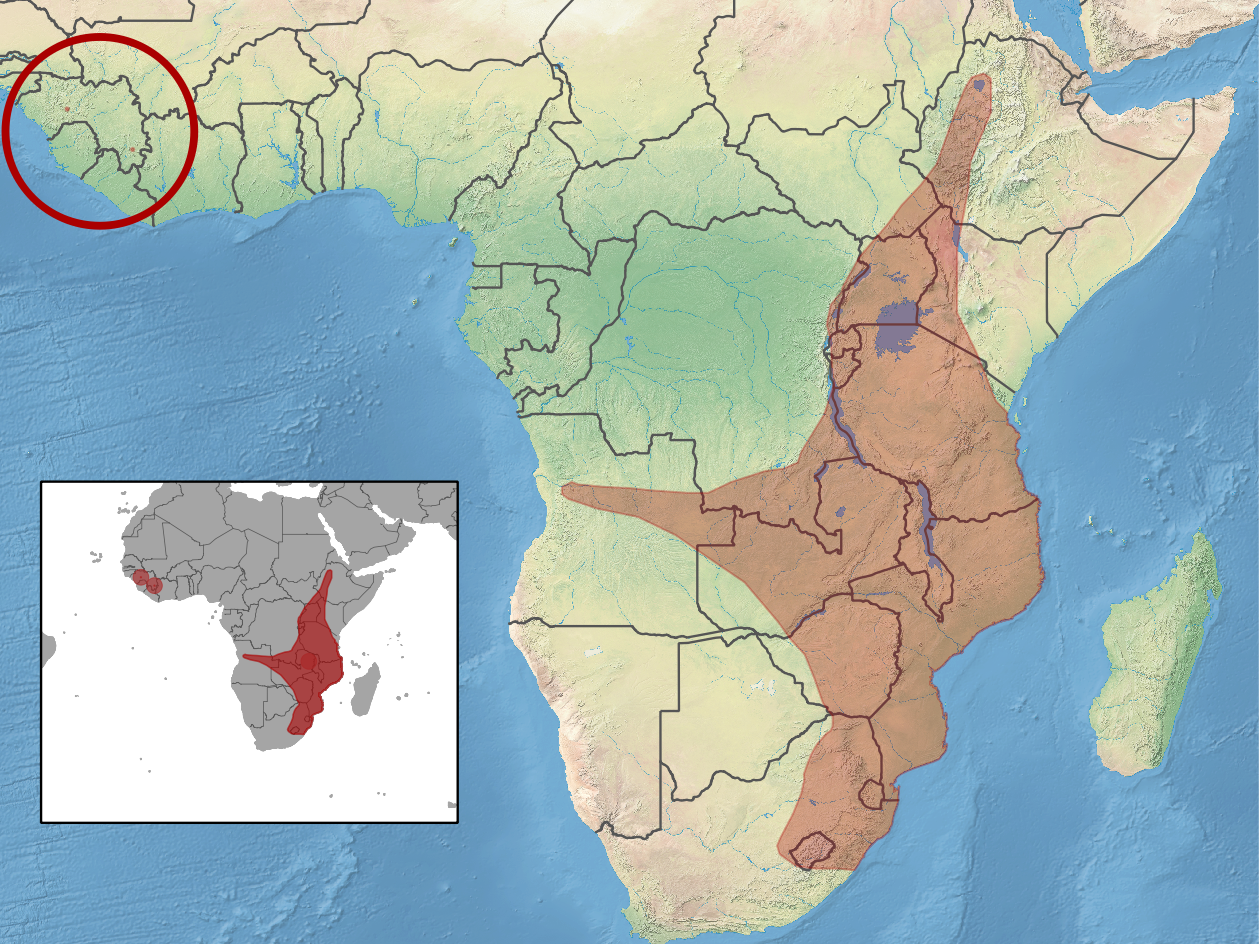
Répartition de l'espèce.